# Szigetköz
Szigetköz è un'isola dell'Ungheria, sul Danubio. È la più grande isola del paese ed è vicina alla foresta Somos.